# Thỏa thuận Minsk
Thỏa thuận Minsk là các thỏa thuận quốc tế nhằm chấm dứt chiến tranh ở vùng Donbass, Ukraina giữa Nhà nước Ukraina và các lực lượng ly khai thân Nga được quân chính quy Nga hậu thuẫn.
Thỏa thuận Minsk I ký ngày 5 tháng 9 năm 2014. Nội dung do Nhóm Liên lạc Ba bên về Ukraina dự thảo. Nhóm Liên lạc ba bên này bao gồm Ukraina, Nga và Tổ chức An ninh và Hợp tác châu Âu do Đức và Pháp làm trung gian theo thể thức Normandy. Lãnh đạo Cộng hòa Nhân dân Donetsk và Cộng hòa Nhân dân Luhansk tự xưng không công nhận Nhóm Liên lạc ba bên này. Thỏa thuận Minsk I đã không thể chấm dứt được chiến tranh. Liên bang Nga tiếp tục chi viện cho hai nhà nước ly khai tiến hành các hoạt động quân sự. Lực lượng vũ trang Ukraina bị thua trong trận Debaltsevo.
Thỏa thuận Minsk II được ký vào ngày 12 tháng 2 năm 2015. Thỏa thuận lần hai này bao gồm cả ngừng bắn, trao đổi tù binh, rút vũ khí hạng nặng khỏi mặt trận, cải cách hiến pháp Ukraina để trao quyền tự trị cho một số khu vực ở Donbass. Tuy chiến sự sau đó có giảm, Thỏa thuận Minsk II chưa bao giờ được thực hiện đầy đủ.
Trong bối cảnh căng thẳng giữa Nga và Ukraina gia tăng đầu năm 2022, Nga đã công nhận hai nhà nước Donetsk và Luhansk vào ngày 21 tháng 2 năm 2022. Tổng thống Putin tuyên bố Thỏa thuận Minsk không còn tồn tại và đổ lỗi cho Ukraina dùng thỏa thuận để chuẩn bị cho chiến tranh. Cựu Thủ tướng Đức sau đó cũng thừa nhận Thỏa thuận Minsk giúp Ukraina có thời gian củng cố quân đội lớn mạnh. Chính quyền Ukraina lại đổ lỗi cho Nga đã thao túng, bóp méo thỏa thuận Minsk để có lợi cho Nga. Có tin cho rằng, sau khi tham khảo ý kiến của Hoa Kỳ và phát hiện phía Nga cài các điều kiện bất lợi cho Ukraina ở phụ lục của thỏa thuận, nên Ukraina đã từ chối ký.
Ngày 24 tháng 2 năm 2022, Lực lượng vũ trang Liên bang Nga tiến hành chiến dịch quân sự đặc biệt tại Ukraina.